# Конституция штата
Конститу́ция шта́та (англ. State constitution) — основной закон одного из 50 штатов США, устанавливающий структуру правительства, политические процессы и ограничения на использование власти штатом на территории США.
Первые конституции штатов были приняты в 1776 году в Делавэре, Мэриленде, Нью-Гэмпшире, Нью-Джерси, Северной Каролине, Пенсильвании, Южной Каролине и Виргинии. Штат Род-Айленд принял свою действующую конституцию в 1986 году, что делает её самой «новой» на сегодняшний день.
Обычно конституция штата намного длиннее, чем конституция Соединённых Штатов, которая содержит 4 543 слова. Все конституции штатов длиннее 8 000 слов, так как они более подробно описывают повседневные отношения между правительством и гражданами.

## Список конституций
Ниже приведён список действующих конституций штатов в США.
| Номер действующей конституции | Официальное название          | Дата вступления в силу |
| ----------------------------- | ----------------------------- | ---------------------- |
| 1-й                           | Конституция штата Айдахо      | 3 июля 1890 года       |
| 2-й                           | Конституция штата Айова       | 3 августа 1857 года    |
| 6-й                           | Конституция Алабамы           | 28 ноября 1901 года    |
| 1-й                           | Конституция Аляски            | 3 января 1959 года     |
| 1-й                           | Конституция Аризоны           | 14 февраля 1912 года   |
| 5-й                           | Конституция Арканзаса         | 13 октября 1874 года   |
| 1-й                           | Конституция Вайоминга         | 10 июля 1890 года      |
| 1-й                           | Конституция штата Вашингтон   | 11 ноября 1889 года    |
| 1-й                           | Конституция Вермонта          | 9 июля 1793 года       |
| 7-й                           | Конституция Виргинии          | 1 июля 1971 года       |
| 1-й                           | Конституция Висконсина        | 29 мая 1848 года       |
| 3-й                           | Конституция Гавайев           | 5 июля 1978 года       |
| 4-й                           | Конституция Делавэра          | 4 июля 1897 года       |
| 10-й                          | Конституция Джорджии          | 1 июля 1983 года       |
| 2-й                           | Конституция Западной Виргинии | 22 августа 1872 года   |
| 4-й                           | Конституция Иллинойса         | 1 июля 1971 года       |
| 2-й                           | Конституция Индианы           | 1 ноября 1851 года     |
| 2-й                           | Конституция Калифорнии        | 7 мая 1879 года        |
| 1-й                           | Конституция Канзаса           | 29 января 1861 года    |
| 4-й                           | Конституция Кентукки          | 3 августа 1891 года    |
| 1-й                           | Конституция Колорадо          | 1 августа 1876 года    |
| 1-й                           | Конституция Коннектикута      | 30 декабря 1965 года   |
| 11-й                          | Конституция Луизианы          | 1 января 1975 года     |
| 1-й                           | Конституция Массачусетса      | 25 октября 1780 года   |
| 1-й                           | Конституция штата Миннесота   | 11 мая 1858 года       |
| 4-й                           | Конституция Миссисипи         | 1 ноября 1890 года     |
| 4-й                           | Конституция Миссури           | 30 марта 1945 года     |
| 4-й                           | Конституция Мичигана          | 1 января 1964 года     |
| 2-й                           | Конституция Монтаны           | 1 июля 1973 года       |
| 1-й                           | Конституция штата Мэн         | 3 марта 1820 года      |
| 4-й                           | Конституция Мэриленда         | 5 октября 1867 года    |
| 2-й                           | Конституция Небраски          | 1 ноября 1875 года     |
| 1-й                           | Конституция Невады            | 31 октября 1864 года   |
| 3-й                           | Конституция Нью-Гэмпшира      | 2 июня 1784 года       |
| 3-й                           | Конституция Нью-Джерси        | 1 января 1948 года     |
| 4-й                           | Конституция штата Нью-Йорк    | 1 января 1895 года     |
| 1-й                           | Конституция Нью-Мексико       | 6 января 1912 года     |
| 2-й                           | Конституция Огайо             | 1 сентября 1851 года   |
| 1-й                           | Конституция Оклахомы          | 16 ноября 1907 года    |
| 1-й                           | Конституция штата Орегон      | 14 февраля 1859 года   |
| 4-й                           | Конституция Пенсильвании      | 1 января 1874 года     |
| 2-й                           | Конституция штата Род-Айленд  | 20 января 1987 года    |
| 1-й                           | Конституция Северной Дакоты   | 2 ноября 1889 года     |
| 3-й                           | Конституция Северной Каролины | 1 июля 1971 года       |
| 3-й                           | Конституция штата Теннесси    | 26 марта 1870 года     |
| 4-й                           | Конституция Техаса            | 17 февраля 1876 года   |
| 5-й                           | Конституция Флориды           | 7 января 1969 года     |
| 1-й                           | Конституция Южной Дакоты      | 2 ноября 1889 года     |
| 6-й                           | Конституция Южной Каролины    | 1 января 1896 года     |
| 1-й                           | Конституция Юты               | 4 января 1896 года     |

### Округ Колумбия
Согласно закону о самоуправлении округа Колумбия, округ Колумбия не имеет конституции, но Совет округа Колумбия, управляющий всей территорией, обладает определёнными полномочиями, аналогичными полномочиям крупных городов. Конгресс обладает полной властью над округом и может вносить поправки в устав и любое законодательство, принятое Советом.
Попытки создания государственности для округа Колумбия включали разработку трёх конституций в 1982, 1987 и 2016 годах, в которых округ именовался «штатом Новая Колумбия».